# Guy Obino
Guy Obino (* 1937; † 4. Oktober 2009 in Vitrolles, Bouches-du-Rhône) war ein französischer Arzt und Politiker des Parti socialiste (PS).
In der Amtszeit von Jean-Jacques Anglade (PS) als Bürgermeister von Vitrolles (1983–1997) fungierte er als Stellvertreter für Kultur. 2002 setzte er sich in einer Nachwahl zum Amt des Bürgermeisters gegen die Amtsinhaberin Catherine Mégret (MNR) durch.
Nach langer Krankheit starb er im Alter von 72 Jahren in seinem Haus in Vitrolles im Schlaf.